# Conseiller de gouvernement-ministre des Finances et de l'Économie (Monaco)
Le conseiller de gouvernement-ministre des Finances et de l'Économie de Monaco est le représentant du gouvernement de Monaco chargé de la conduite des affaires financières et économiques. Il est nommé par le prince souverain.

## Compétences
- Budget
- Trésorerie
- Économie et commerce
- Contrôle des circuits financiers
- Tourisme
- Logement
- Domaine de l'État
- Contrôle des jeux
- Innovation et nouvelles technologies
- Services à caractère commercial

## Titulaires
| Début             | Fin               | Nom                    |
| ----------------- | ----------------- | ---------------------- |
| 1988              | 26 juillet 1995   | Jean Pastorelli        |
| 26 juillet 1995   | 26 juillet 2000   | Henri Fissore          |
| 26 juillet 2000   | 31 juillet 2006   | Franck Biancheri       |
| 1er août 2006     | 26 mars 2009      | Gilles Tonelli         |
| 26 mars 2009      | 15 janvier 2011   | Sophie Thevenoux       |
| 15 janvier 2011   | 25 décembre 2012  | Marco Piccinini        |
| 26 décembre 2012  | 15 septembre 2023 | Jean Castellini        |
| 15 septembre 2023 | 18 mars 2024      | Marco Piccinini        |
| 18 mars 2024      | en fonction       | Pierre-André Chiappori |